# Dercetina metallica
Dercetina metallica es una especie de insecto coleóptero de la familia Chrysomelidae.
Fue descrita científicamente en 1922 por Julius  Weise.